# Classe Atago
La classe Atago est une classe de destroyers lance-missiles de la Force maritime d'autodéfense japonaise construite par Mitsubishi Heavy Industries.

## Service
Deux navires ont été construits dans les années 2000. En novembre 2014, deux nouveaux destroyers aux capacités antimissiles balistiques améliorées nommés par la suite Classe Maya (en) sont demandés lors de la proposition du budget de la défense 2015, pour une entrée en service en 2020 et 2021 avec comme objectif d’étendre la flotte de navires ayant une capacité de huit missiles antibalistiques Aegis.

## Conception
Les deux destroyers lance-missiles en service en 2013 sont une version améliorée de la classe Kongō. Cette classe bénéficie des avancées techniques de la classe Arleigh Burke de l’US Navy qui est équipée du système de combat Aegis. La version modifiée des 3e et 4e navires, nommée Classe Maya (en), utilisera le Aegis MK7 et le système de lutte anti-sous-marin AN/SQQ-89(V).
Ils possèdent tous un pont d'envol arrière, avec hangar fermé, pour embarquer un hélicoptère de lutte anti-sous-marine Mitsubishi SH60. Ils disposent de 96 cellules dans deux systèmes de lancement vertical Mark 41 Vertical Launching System permettant un panachage de missiles sol-air et d'antimissiles.

## Bâtiments
| N° coque | Nom         | Lancement    | Service effectif | Chantier naval                       | Port d'attache | Photo |
| -------- | ----------- | ------------ | ---------------- | ------------------------------------ | -------------- | ----- |
| DDG-177  | JDS Atago   | 25 août 2005 | 17 mars 2007     | Mitsubishi Heavy Industries Nagasaki | Maizuru        |       |
| DDG-178  | JS Ashigara | 30 août 2006 | 13 mars 2008     | Mitsubishi Heavy Industries Nagasaki | Sasebo         |       |